# هنری وینتروپ سارجنت
هنری وینتروپ سارجنت (انگلیسی: Henry Winthrop Sargent; ۲۶ نوامبر ۱۸۱۰ – ۱۱ نوامبر ۱۸۸۲) گیاه‌شناس، معمار، معمار منظر و باغبان اهل ایالات متحده آمریکا بود.